# Limonen
Limonen là một hydrocarbon aliphatic lỏng không màu được phân loại là một monoterpene tuần hoàn. Đây là thành phần chính trong dầu của vỏ trái cây có múi. Đồng phân D, xuất hiện phổ biến hơn trong tự nhiên dưới dạng hương thơm của cam, là một chất tạo hương vị trong sản xuất thực phẩm. Nó cũng được sử dụng trong tổng hợp hóa học như một chất tiền thân của carvone hoặc như một dung môi trong các sản phẩm tẩy rửa. Đồng phân L - ít phổ biến hơn có mùi giống như nhựa thông, và được tìm thấy trong các bộ phận ăn được của các loại thực vật như cây caraway, thì là hay cam bergamot.